# Blåtyglad myrfågel
Blåtyglad myrfågel (Hafferia immaculata) är en fågel i familjen myrfåglar inom ordningen tättingar.

## Utseende och läte
Blåtyglad myrfågel är en stor och knubbig myrfågel med mörk fjäderdräkt. Hanen är helt svart med just blå tygel och en trekantig fläck med ljusare blåaktig hud bakom ögat. Honan liknar hanen men är varmt mörkbrun istället för svart. Den långa och breda stjärten knycks ofta kraftig ner och reses sedan långsamt. Sången består av en sorgsam serie visslingar.

## Utbredning och systematik
Blåtyglad myrfågel delas in i fyra underarter med följande utbredning:
- Hafferia immaculata zeledoni - förekommer i sydligaste Nicaragua (San Juan) till västra Panama
- Hafferia immaculata macrorhyncha - förekommer i  östra Panama (Darién) till västra Colombia och västra Ecuador
- Hafferia immaculata brunnea - förekommer i bergen i nordvästra Venezuela (Sierra de Perija)
- Hafferia immaculata immaculata - förekommer lokalt i centrala och östra Anderna i Colombia till västra Venezuela

### Släktestillhörighet
Chocómyrfågeln placerades tidigare i Myrmeciza. Genetiska studier från 2013 visade docl att det släktet är polyfyletisk, varvid chocómyrfågel flyttades till det nyskapade släktet Hafferia tillsammans med sotmyrfågel och blåtyglad myrfågel.

## Levnadssätt
Blåtyglad myrfågel hittas i par, födosökande nära marken inne i skog, från förberg upp till 1800 meters höjd. Den kan vara skygg och svår att få syn på. Fågeln besöker ibland svärmar av vandringsmyror för att fånga byten som skräms upp i deras framfart, men är olikt flera andra myrfågelarter inte bundna till dem.

## Status och hot
Arten har ett stort utbredningsområde, men tros minska i antal, dock inte tillräckligt kraftigt för att den ska betraktas som hotad. Internationella naturvårdsunionen IUCN listar arten som livskraftig (LC).

## Bilder

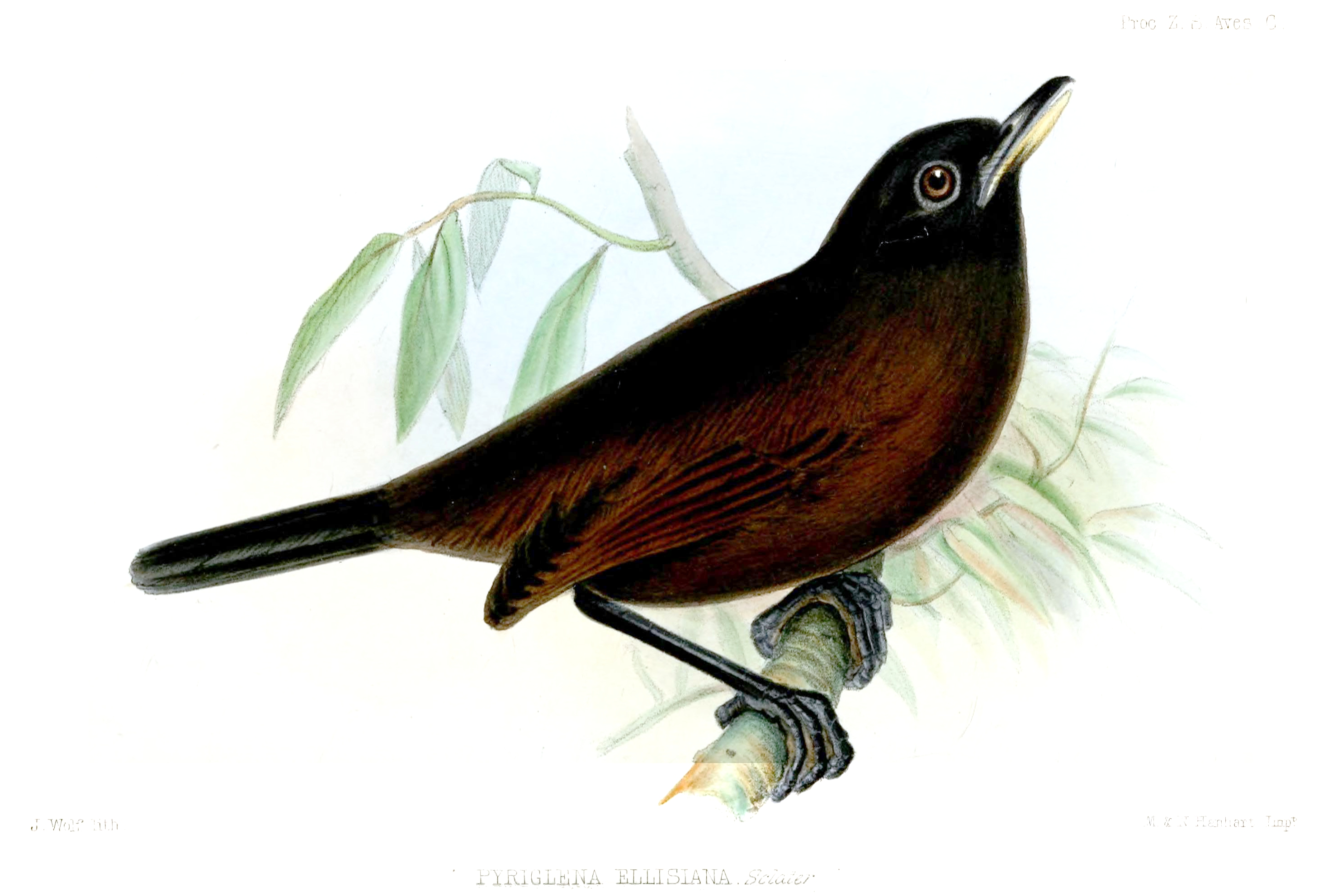
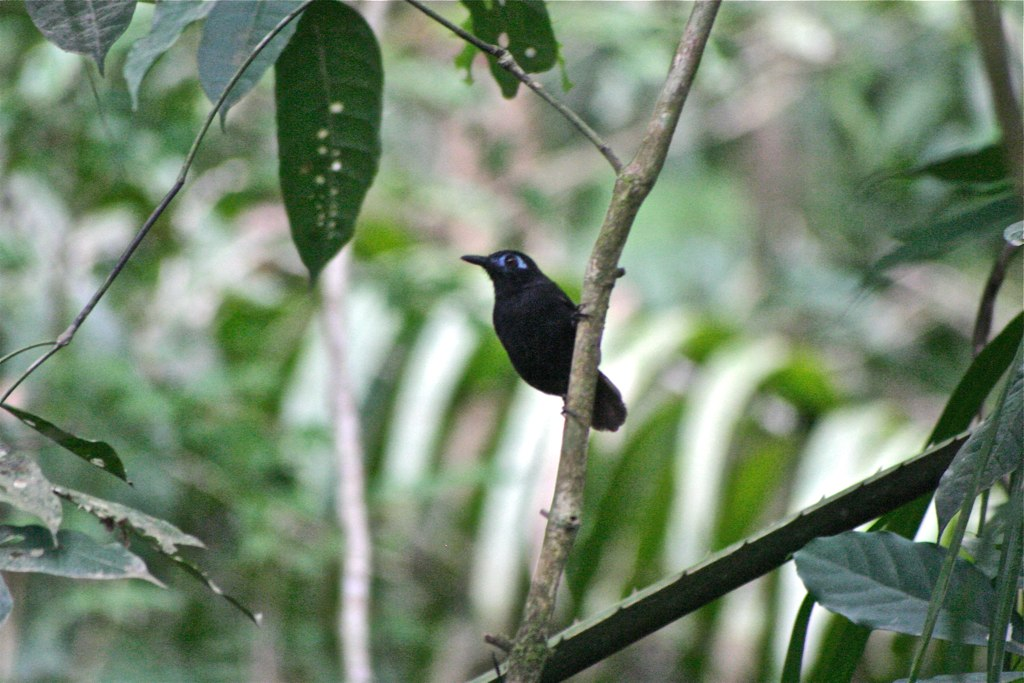
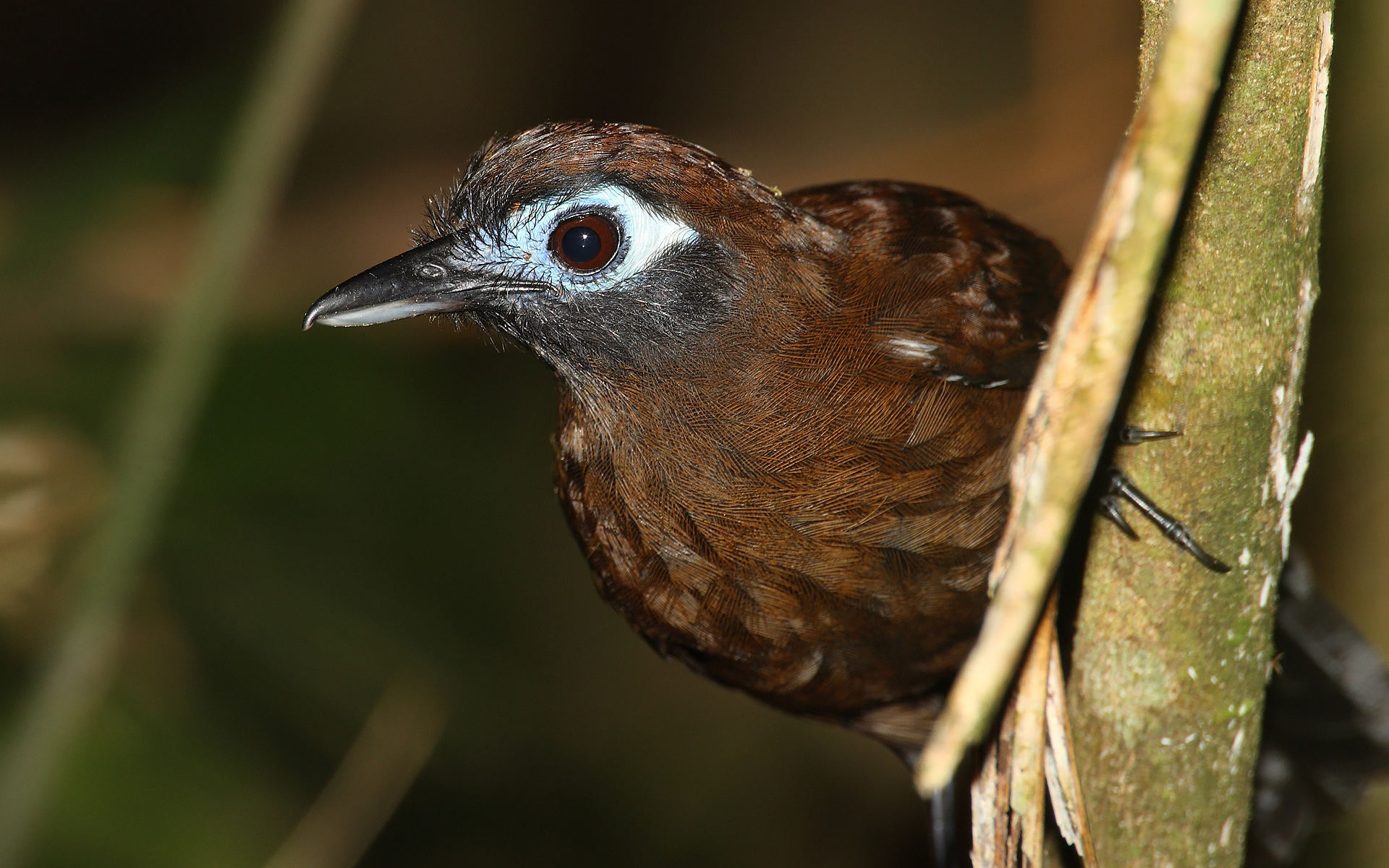